# Rick van Gastel
Rick van Gastel (Rotterdam, 5 mei 1987) is een Nederlandse acteur. Van Gastel debuteerde als hoofdrolspeler in de film De jongen die niet meer praatte, maar is vooral bekend geworden door zijn hoofdrol in de film Abeltje uit 1998. Zijn voorlopige laatste rol was in Kruistocht in Spijkerbroek uit 2006.

## Biografie
In 1994 deed Van Gastel een auditie voor de serie Dag juf, tot morgen en werd aangenomen en had een rol als Teet Willemse dat werd uitgezonden in 1995, Verder speelde hij ook in films als De jongen die niet meer praatte uit 1996, Billie uit 1996, Karakter uit 1997, De verstekeling uit 1997  en Abeltje uit 1998, waarmee hij bekend is geworden.
Van Gastel deed in 2007 eindexamen van het voorbereidend middelbaar beroepsonderwijs aan de STC vmbo college en behaalde in 2011 ook aan de Amsterdamse Toneelschool een diploma.